# Barrio La Costa (Ingeniero Huergo)
Barrio La Costa es una localidad argentina ubicada en el Departamento General Roca de la provincia de Río Negro. Se halla sobre la costa del río Negro, 8 km al sur del centro de General Roca, de la cual depende administrativamente.
Cuenta con un salón comunitario que funciona como centro de salud.

## Población
Contó con 95 habitantes (Indec, 2010), lo que representó un incremento del 28% frente a los 77 habitantes (Indec, 2001) del censo anterior.

El censo 2022 registró una población de 57 habitantes que se repartieron entre 30 hombres y 27 mujeres. Sin embargo, las cifras obtenidas fueron estimativas solo teniendo en cuenta a la población en viviendas particulares; es decir, excluyendo del dato a la población institucional y las personas sin hogar. Gracias a este censo también fue posible conocer su densidad y tamaño urbano.
| Evolución demográfica |
|                       |
| INDEC                 |